# Enchelycore nycturanus
Enchelycore nycturanus és una espècie de peix de la família dels murènids i de l'ordre dels anguil·liformes.

## Morfologia
Els mascles poden assolir els 22,3 cm de longitud total.

## Distribució geogràfica
Es troba a Sud-àfrica.